# Norops gibbiceps
Norops gibbiceps är en ödleart som beskrevs av  Cope 1864. Norops gibbiceps ingår i släktet Norops och familjen Polychrotidae. Inga underarter finns listade i Catalogue of Life.